# 陸奧荊棘介
陸奧荊棘介（学名：Aeanthoeythereis mutsuensis）为粗面介科荊棘介屬下的一个种。